# Alex Karev
 (avril 2020).
Si vous disposez d'ouvrages ou d'articles de référence ou si vous connaissez des sites web de qualité traitant du thème abordé ici, merci de compléter l'article en donnant les références utiles à sa vérifiabilité et en les liant à la section « Notes et références ».
Alex Karev est un personnage de fiction issu de la série télévisée américaine, Grey's Anatomy. Il est interprété par l'acteur américain Justin Chambers. Il est présent de la saison 1 jusqu'au milieu de la saison 16. Son départ de la série fut une surprise pour les téléspectateurs.

## Épisodes notables
Ces épisodes sont centrés sur Alex ou sont par ailleurs très instructifs sur sa vie.
- Donnant donnant (2x02)
- Une belle soirée pour sauver des vies (5x19)
- Le Plus Beau Jour (5x22)
- Jouer gros (6x08)
- Avec ou sans enfants? (6x19)
- Guérir, ensemble (7x19)
- Un vent de changement (9x14)
- Cartes en main (10x06)
- Révolutionner la médecine (10x11)
- Lève-toi et parle (10x12)
- Lequel des deux ? (12x03)
- Au pied du mur (13x01)
- Choisir son camp (13x02)
- Premiers amours (14x15)
- Décisions maternelles (14x22)
- 3 mariages pour le prix d'un (14x24)
- Ensemble, c'est tout (15x15)
- Leave a Light On (16x16)

## Histoire du personnage
Le personnage d'Alex Karev apparaît dans 342 épisodes de l'univers de Grey's Anatomy : 341 fois dans la série mère et seulement une fois dans Private Practice.

### Saison 1
Alex entre comme interne en première année de chirurgie à l'hôpital Seattle Grace en même temps que Izzie Stevens, Meredith Grey, Cristina Yang et George O'Malley. Il n'est pas trop aimé de ses collègues.

### Saison 2
Il entretient une brève relation avec Izzie Stevens. Celle-ci rompt après l'avoir surpris en train de coucher avec une infirmière, elle finit ensuite par lui pardonner tout en redevenant amie avec lui. Alex souhaite qu'ils se remettent ensemble mais Izzie tombe amoureuse d'un patient, Denny Duquette.

### Saison 3
Alex est toujours amoureux d'Izzie, ce qui le pousse à l'embrasser mais celle-ci lui dit qu'elle n'est pas prête à entamer une relation amoureuse. Lors de l'accident du ferry, Alex découvre une patiente enceinte défigurée sous les débris, qui est amnésique. Il l'aide à choisir son nouveau visage parmi plusieurs choix, en leur donnant des prénoms. Elle se décide pour le visage d'Ava. Alex commence alors à entretenir une amitié étroite avec cette dernière, notamment après l'avoir soutenue pour mettre sa fille au monde. Il a également une brève relation avec Addison Montgomery avant son départ pour Los Angeles.

### Saison 4
Il flirte brièvement avec Lexie Grey, la sœur de Meredith, qui n'approuve pas cette relation.
Rebecca revient voir Alex pour lui dire qu'elle ne veut plus être Rebecca mais qu'elle veut être Ava. Alex et elle commencent alors une relation amoureuse. Lorsqu'Ava découvre qu'Alex sort aussi avec Lexie, elle devient dépressive et tente même de se suicider.

### Saison 5
Au cours de la saison 5, Alex et Izzie sortent de nouveau ensemble. Au cours d'une intervention avec Cristina, elle lui révèle qu'Izzie est atteinte d'un cancer avec très peu de chances de survie. À la suite de cela, il officialise sa relation par un mariage qu'Izzie avait organisé au départ pour Meredith et Derek devant tous les membres de l’hôpital.
À la suite de sa dernière opération chirurgicale, Izzie fait un arrêt cardiaque à la suite d'un taux élevé de potassium dans le sang (hyperkaliémie) et bien qu'elle ait signé une décharge de non-réanimation, Alex, puis le Dr Webber décident d'ignorer cette décharge et tentent de la réanimer.

### Saison 6
Sa relation avec Izzie se complique. Elle s'en va en laissant une lettre à Alex pour lui dire qu'elle le quitte. Ils divorcent officiellement. Par la suite, lui et Lexie décident de se mettre ensemble. Lors d'un épisode, son frère apparaît pour se faire opérer. On en apprend donc plus sur son passé, notamment qu'il est allé dans différentes familles d'accueil, que leur mère est schizophrène et  qu'il a également une petite sœur. Lors de la fusillade, il se fait tirer dessus, et Mark et Lexie finissent par le sauver.

### Saison 7
Au cours du premier épisode, on apprend que lui et Lexie ne sortent plus ensemble. Lors de la crémaillère de Cristina, après sa bagarre avec Jackson, il dit à Meredith que son frère a failli tuer sa petite sœur à cause de sa schizophrénie. Le docteur Arizona est partie en Afrique, donc Karev n'a plus de mentor en chirurgie pédiatrique. Sa relation avec son nouveau titulaire en pédiatrie se déroule mal, ce dernier ne répondant pas aux appels, même urgents, et s'approprie les idées d'Alex. À la suite d'une intervention sur une hanche avec le docteur Torres, celle ci lui propose de lui transmettre son savoir, et il accepte.

### Saison 8
Alex dénonce Meredith à la suite de sa falsification de l'essai clinique, dans le but d'obtenir le poste de Chef des résidents. Mais il revient sur sa décision lorsque la garde de Zola est remise en cause. Alex s'en voulant d'avoir trahi son amie, il va voir l'agence d'adoption et les convainc de leur donner la garde et réussit.
Il sera très affecté par la mort de Lexie à la fin de la saison.

### Saison 9
Au cours de la saison 9, Alex et Jackson décident d'aller au mariage de Bailey ensemble mais à cause d'April, Jackson décide d'y aller avec Stéphanie. Il lui demande d'emmener une copine pour Alex. Stéphanie demande à Jo sans lui dire que c'est pour lui. Jo n'aime pas trop Alex à cause de sa réputation et du fait qu'il l'appelle « Princesse » parce qu'il la trouve « chichiteuse ». Cependant, alors que tout le monde attend Bailey et que les autres internes sont partis aider à l'hôpital, Alex et Jo se racontent leur passé. Elle fait même semblant de pleurer et apprend à Karev qu'elle lui a extorqué quatre opérations grâce à ça. Alex lui demande alors de lui apprendre. C'est le début de leur amitié. Jo passera d'ailleurs beaucoup de temps en pédiatrie. Ils vont se rapprocher au fur et à mesure, et seront très complices.
Pendant la tempête, Jo et Alex s'avoue leurs sentiments, bien que celle-ci avait peur de gâcher leur amitié.

### Saison 10
Au cours de la saison 10, un drogué est soigné au Grey-Sloan Memorial Hospital. Alex pense qu'il s'agit de son père absent depuis son enfance. Après avoir fait un test sanguin, Jo lui confirme qu'il s'agit bien de son père. Alex suit son père James "Jimmy" Evans dans un bar et ils font connaissance sans que Jimmy sache qu'il s'agit de son fils.
Ils commencent à jouer ensemble à la guitare jusqu'à que ce dernier lui montre une photo de sa femme et de son fils de 5 ans, qu'il n'a pas vu depuis des années. À la suite de cela, Alex s’énerve contre lui et le frappe. Jimmy comprend alors qu'il s'agit de son fils, Alex. Plus tard, il reviendra à l’hôpital et finira par mourir auprès d'Alex.
Alex se voit offrir un poste dans un cabinet pédiatrique privé, Jo l'encourage et est très fière de lui lorsqu'il accepte mais il finit par revenir à l’hôpital.
Lors du dernier épisode, Cristina lui lègue ses parts de l'hôpital.

### Saison 11
Dès le début de la saison 11, Alex est en compétition avec Bailey pour avoir sa place au conseil d'administration du Grey-Sloan Hospital, à la suite du legs des parts de Cristina. Mais c'est Bailey qui obtient le poste.
Il soutiendra énormément Meredith dans cette saison à la suite du départ de son âme sœur, Cristina, en Suisse.
De plus, son mari, Derek, meurt au cours de la saison des suites d'un accident de voiture.
Ils deviendront très proche, et il deviendra très important pour Meredith. Il dira qu'elle est la seule personne avec qui il n'a pas couché, mais c'est également la seule qui l'a toujours soutenu et aidé même quand tout le monde lui tournait le dos.
Il devient un très bon médecin, à la fois exigeant, précis et toujours adorable avec les enfants.
Pendant l'absence de Meredith (elle a disparu à la suite du décès de Derek), Alex est au plus mal. Il la contacte tous les jours, il change et s'inquiète, il cherche dans tous les hôpitaux, appelle tous les endroits où Meredith pourrait être, c'est à ce moment-là que l'on voit bien leur attachement.
On apprend qu'il est le numéro à contacter en cas d'urgence sur le téléphone de Meredith lorsqu'il est appelé à la suite de son accouchement. 
Il continue sa relation avec Jo dans l'ancienne maison de Meredith mais Jo veut plus d'intimité avec lui et achete un appartement. Alex accepte de vivre avec elle.
Pour Alex c'est une saison riche en émotion et où l'on voit ce qu'il ressent vraiment. Il a une famille à Seattle et c'est ce dont il a toujours rêvé.

### Saison 12
Alex demande trois fois Jo en mariage mais cette dernière refuse. Il revend sa maison à Meredith et part vivre dans un loft avec Jo. Alex dit aussi qu'il est enfin prêt à avoir des enfants avec Jo.
Alex sera le seul à comprendre que Meredith ne va pas bien quand Penny, la nouvelle compagne de Callie, arrive.
Lors de l'accident de Meredith, Alex la rassure ; elle ne pouvait ni entendre, ni parler, ni bouger. Cette épreuve les rapprochera. Il reste au chevet de Meredith et surtout il ne la laisse pas tomber.
Dans les derniers épisodes, il décide de faire une pause dans sa relation avec Jo.
Il se bat avec Andrew DeLuca lorsqu'il le trouve couché sur Jo, cette dernière en état d'ébriété et à moitié nue. Perdant ses moyens, il fera ressortir ce qu'il y a de pire en lui sur le moment. Il apprend plus tard qu'il a mal analysé la situation et que DeLuca ne faisait qu'aider Jo qui était ivre. Il se dénonce donc à la police. Le spectateur apprendra également que si Jo ne veut pas l'épouser, c'est parce qu'elle est déjà mariée à un homme violent, qu'elle fuit depuis des années, et qu'elle a peur qu'il ne la retrouve.

### Saison 13
Alex risque la prison et doit travailler au dispensaire en attendant que le jugement de son procès soit rendu. Lorsqu'il apprend que Jo serait en danger vis-à-vis de son ex-mari s'il y avait un procès, il est prêt à accepter un arrangement mais Andrew Deluca abandonne les poursuites. Alex échappe donc à la prison et redevient chirurgien pédiatrique.
Meredith et lui se rapprocheront toujours autant et seront toujours là l'un pour l'autre. En fin de saison, il ira voir le mari de Jo mais ne tentera rien, imaginant les différents scénarios possibles.

### Saison 14
Alex et Jo se remettent ensemble. Alex va mener avec Amélia Shepherd et Tom Koracick des recherches sur le traitement des tumeurs cérébrales par laser. Après de nombreux rebondissements le jour de leur mariage, Alex et Jo se marieront sur un ferry-boat et c'est Meredith qui officiera leur mariage.

### Saison 15
Alex et Jo rentrent de leur lune de miel à Santa Monica et, à leur retour, Alex devient chef de la chirurgie par intérim. Il va revoir sa mère qui a fait le voyage jusqu’à Seattle pour le voir. Par la suite, Jo fait une dépression liée à sa mère et Alex essaie d’être la pour elle mais celle-ci refusera son aide. Pendant ce temps, Alex est redevenu simplement le chef de chirurgie pédiatrique et va soigner Gus, un petit garçon malade au sang d’or.

### Saison 16
Lorsque Meredith risque de perdre sa licence de médecin, Alex contacte de nombreux collègues et ex collègues pour obtenir de l'aide. Il profite de cette occasion pour appeler Izzie. Pas seulement pour son amie, mais aussi pour savoir ce qu'elle devient et si elle est heureuse. Lors d'un dernier épisode spécial, Alex envoie des lettres à Meredith, Jo, Richard et Bailey pour leur expliquer les raisons de son départ.  
On apprend qu'il a des jumeaux avec Izzie puisque la jeune femme a gardé les embryons congelés lorsqu'elle était malade et que étant célibataire, elle voyait cette seule solution pour devenir maman. Quand Alex comprend qu'il est papa, Eli et Alexis ont déjà 5 ans. Ne voulant pas reproduire le schéma familial qu'il a connu étant enfant (parents instables et famille brisée), il décide de s'installer au plus près de ses enfants, au Kansas, dans une ferme. Il renoue avec Izzie, qu'il n'a jamais vraiment oublié et s'excuse de partir si lâchement. Il donne ses parts de l'hôpital à Jo et demande le divorce.  
D'après les dates de la saison 16, les jumeaux qui ont cinq ans sont donc nés en 2015.